# Weihai
Weihai (cinese: 威海; pinyin: Wēihǎi) è una città-prefettura della Cina nella provincia dello Shandong.

## Suddivisioni amministrative
- Distretto di Huancui
- Distretto di Wendeng
- Rongcheng
- Rushan

### Gemellaggi
- Biella[1]